# اچ‌دی ۱۵۸۲۲۰
اچ‌دی ۱۵۸۲۲۰ یک ستاره است که در صورت فلکی آتشدان قرار دارد.